# Altaria
Altaria — пауэр-метал-группа из Финляндии, образованная в 2000 году.

## История
Музыкальный коллектив Altaria был образован в 2000 году басистом Marko Pukkila и ударником Tony Smedjebacka, которые до этого с начала девяностых годов играли в группе Blindside. Однако этот проект не получил широкой известности и было решено создать нечто серьёзное, чем и явилась Altaria. Немногим позже к проекту примкнул вокалист Johan Mattjus, Йохан был знакомым Марко и после их случайной встречи последний предложил играть в зарождающейся группе. Следующим участником, появившимся в группе, стал Яни Лииматайнен, игравший в это время в Sonata Arctica. Его появление в группе опять же было основано на предложении Марко.
В 2002 году вышло второе демо группы Feed the Fire, которое было выложено в интернет и по прошествии четырёх недель было скачано около 2 тысяч раз, таким образом войдя в топ-50 сайта www.mp3.com. Впоследствии был подписан договор с подлейблом AOR Heaven Records лейбла Metal Heaven Records, на котором и вышел дебютный альбома Invitation.
23 июня 2016 года на метал-фестивале «Нуммирок» в Каухайоки группа вместе с бывшим бас-гитаристом Marko Pukkila отыграла свой последний концерт.

## Состав

### На момент распада
- Marco Lupenero — вокал, бас
- Juha Pekka Alanen — гитара
- Petri Aho — гитара
- Tony Smedjebacka — ударные

### Бывшие участники
- Johan Mattjus — вокал (2000—2001)
- Йоуни Никула — вокал (2002—2003)
- Эмппу Вуоринен — гитара (2002—2004)
- Яни Лииматайнен — гитара, клавишные (2000—2005)
- Taage Laiho — вокал (2003—2006)
- Marko Pukkila — бас (2000—2008)

## Дискография
- 2001 — Sleeping Visions (демо)
- 2002 — Feed the Fire (демо)
- 2003 — Invitation
- 2004 — Divinity
- 2006 — The Fallen Empire
- 2007 — Divine Invitation
- 2009 — Unholy
- 2022 — Wisdom